# Raphael Obermair
Raphael Obermair (Prien am Chiemsee, 1º aprile 1996) è un calciatore filippino con cittadinanza tedesca, centrocampista del Paderborn, di cui è il capitano.

## Carriera
Cresciuto nel Rosenheim 1860, nel 2016, dopo aver conquistato la promozione in Regionalliga, passa al Bayern Monaco II, con cui firma un biennale. Il 19 giugno 2018 viene tesserato dallo Sturm Graz, con cui si lega fino al 2020, dove ritrova il suo ex allenatore Heiko Vogel; dopo una stagione trascorsa ai margini della rosa, il 7 agosto 2019 passa al Carl Zeiss Jena, con cui firma un biennale.
Il 9 agosto 2020 si trasferisce al Magdeburgo, con cui si lega per due stagioni e vince il campionato di 3. Liga; il 16 maggio 2022 viene tesserato dal Paderborn. Subito impostosi come titolare nel ruolo, il 6 febbraio 2024 rinnova il proprio contratto con il club nerazzurro; nel successivo mese di luglio diventa il capitano della squadra.

## Statistiche

### Presenze e reti nei club
Statistiche aggiornate al 4 maggio 2025.
| Stagione                | Squadra                 | Campionato              | Campionato | Campionato | Coppe nazionali | Coppe nazionali | Coppe nazionali | Coppe continentali | Coppe continentali | Coppe continentali | Altre coppe | Altre coppe | Altre coppe | Totale | Totale | Totale |
| Stagione                | Squadra                 | Comp                    | Pres       | Reti       | Comp            | Pres            | Reti            | Comp               | Pres               | Reti               | Comp        | Pres        | Reti        | Pres   | Reti   |        |
| ----------------------- | ----------------------- | ----------------------- | ---------- | ---------- | --------------- | --------------- | --------------- | ------------------ | ------------------ | ------------------ | ----------- | ----------- | ----------- | ------ | ------ | ------ |
| 2014-2015               | Rosenheim 1860          | OL                      | 30         | 2          | -               | -               | -               |                    | -                  | -                  |             | -           | -           | 30     | 2      |        |
| 2015-2016               | Rosenheim 1860          | OL                      | 34+4       | 2          | -               | -               | -               |                    | -                  | -                  |             | -           | -           | 38     | 2      |        |
| Totale Rosenheim 1860   | Totale Rosenheim 1860   | Totale Rosenheim 1860   | 64+4       | 4          |                 | -               | -               |                    | -                  | -                  |             | -           | -           | 68     | 4      |        |
| 2016-2017               | Bayern Monaco II        | RL                      | 32         | 4          | -               | -               | -               |                    | -                  | -                  |             | -           | -           | 32     | 4      |        |
| 2017-2018               | Bayern Monaco II        | RL                      | 29         | 5          | -               | -               | -               |                    | -                  | -                  |             | -           | -           | 29     | 5      |        |
| Totale Bayern Monaco II | Totale Bayern Monaco II | Totale Bayern Monaco II | 61         | 9          |                 | -               | -               |                    | -                  | -                  |             | -           | -           | 61     | 9      |        |
| 2018-2019               | Sturm Graz              | BL                      | 4          | 0          | CA              | 1               | 0               | UCL+UEL            | 1+1                | 0                  | -           | -           | -           | 7      | 0      |        |
| 2018-2019               | Sturm Graz II           | RL                      | 8          | 1          | -               | -               | -               |                    | -                  | -                  |             | -           | -           | 8      | 1      |        |
| 2019-2020               | Carl Zeiss Jena         | 3.L                     | 30         | 1          | -               | -               | -               |                    | -                  | -                  |             | -           | -           | 30     | 1      |        |
| 2020-2021               | Magdeburgo              | 3.L                     | 35         | 5          | CG              | 1               | 0               |                    | -                  | -                  |             | -           | -           | 36     | 5      |        |
| 2021-2022               | Magdeburgo              | 3.L                     | 36         | 2          | CG              | 1               | 0               |                    | -                  | -                  |             | -           | -           | 37     | 2      |        |
| Totale Magdeburgo       | Totale Magdeburgo       | Totale Magdeburgo       | 71         | 7          |                 | 2               | 0               |                    | -                  | -                  |             | -           | -           | 73     | 7      |        |
| 2022-2023               | Paderborn               | ZL                      | 30         | 2          | CG              | 3               | 0               |                    | -                  | -                  |             | -           | -           | 33     | 2      |        |
| 2023-2024               | Paderborn               | ZL                      | 32         | 5          | CG              | 2               | 0               |                    | -                  | -                  |             | -           | -           | 34     | 4      |        |
| 2024-2025               | Paderborn               | ZL                      | 31         | 6          | CG              | 2               | 0               |                    | -                  | -                  |             | -           | -           | 33     | 6      |        |
| Totale Paderborn        | Totale Paderborn        | Totale Paderborn        | 93         | 13         |                 | 7               | 0               |                    | -                  | -                  |             | -           | -           | 100    | 13     |        |
| Totale carriera         | Totale carriera         | Totale carriera         | 331+4      | 35         |                 | 10              | 0               |                    | 2                  | 0                  |             | -           | -           | 347    | 35     |        |

## Palmarès

### Club

#### Competizioni nazionali
- 3. Liga: 1

Magdeburgo: 2021-2022